# أليكساندر كورو
أليكساندر كورو (بالإسبانية: Alexander Leonel Corro)‏ (27 يناير 1988 ببوينس آيرس في الأرجنتين - ) هو لاعب كرة قدم أرجنتيني في مركز الوسط. لعب مع أتلتيكو أتلانتا وأرسنال ساراندي وديبورتيس كوينديو والتانك سيلي وسارمينتو دي خونين ونادي كوبريلوا.

## روابط خارجية
- أليكساندر كورو على موقع قاعدة بيانات كرة القدم.إي يو (الإنجليزية)
- أليكساندر كورو على موقع Soccerway.com (الإنجليزية)